# Lotta Heider
Lotta Heider (* 15. Januar 2002 in Kiel) ist eine deutsche Handballspielerin, die für den Bundesligisten Thüringer HC spielt.

## Karriere

### Im Verein
Lotta Heider begann das Handballspielen bei der HSG Schülldorf-Audorf in der E-Jugend. Über die HSG Schülp/Westerrönfeld/Rendsburg wechselte sie 2018 in das Leistungszentrum des TSV Nord Harrislee. Als B-Jugendliche erreichte sie 2019 mit der A-Jugend Bundesliga das Achtelfinale. Am 6. April 2019 debütierte sie in der 2. Bundesliga beim Spiel des TSV Nord Harrislee gegen den TuS Lintfort. Sie erzielte dort drei Tore. Im Juni 2019 unterschrieb sie ihren ersten Profivertrag beim TSV Nord Harrislee für die Saison 2019/20. In ihrem ersten Jahr in der 2. Bundesliga erzielte sie 59 Tore. Die Saison wurde aufgrund der COVID-19-Pandemie vorzeitig beendet. Im Februar 2020 unterschrieb sie einen Einjahresvertrag bei der HSG Bensheim/Auerbach, den sie im Dezember 2020 um ein weiteres Jahr bis 2021/22 verlängerte. In ihrem ersten Jahr in der Bundesliga erzielte sie bis zu ihrem Kreuzbandriss 25 Tore. Lotta verlängerte ihren Vertrag um ein weiteres Jahr bis 2023. In dieser letzten Saison für Bensheim erzielte Lotta 74 Tore in der Punktrunde. Sie stand mit Bensheim im DHB-Pokalfinale 2022/23 und erzielte im Pokalwettbewerb 28 Tore. Zur Saison 2023/24 wechselte sie zum Buxtehuder SV. Seit dem Sommer 2025 steht sie beim Thüringer HC unter Vertrag.

### In der Nationalmannschaft
Im Oktober 2019 wurde Lotta Heider von Maik Nowak in die deutsche Jugendnationalmannschaft berufen und gehörte anschließend dem Kader der Juniorinnennationalmannschaft an. Im Februar 2021 erhielt sie eine Einladung zum Regionallehrgang Süd der A-Nationalmannschaft und im März 2021 riss sie sich das vordere Kreuzband bei einem Vorbereitungslehrgang des DHB auf die Europameisterschaft in Slowenien. Bei der U-20-Weltmeisterschaft 2022 belegte sie mit der deutschen Auswahl den siebten Platz. Heider erzielte im Turnierverlauf 16 Treffer.
Vom 23. bis 24. Januar 2023 wurde Lotta Heider vom Bundestrainer Markus Gaugisch zum ersten Kurzlehrgang der A-Nationalmannschaft in Kamen-Kaiserau nominiert.

### Sportfördergruppe Spitzensport der Bundeswehr
Im Januar 2021 absolvierte Lotta Heider ihre Grundausbildung bei der Bundeswehr in Hannover und gehört seitdem der Sportfördergruppe in Warendorf an. Im Juni 2021 verlängerte sie ihre Dienstzeit dort auf 23 Monate.